# Балакен

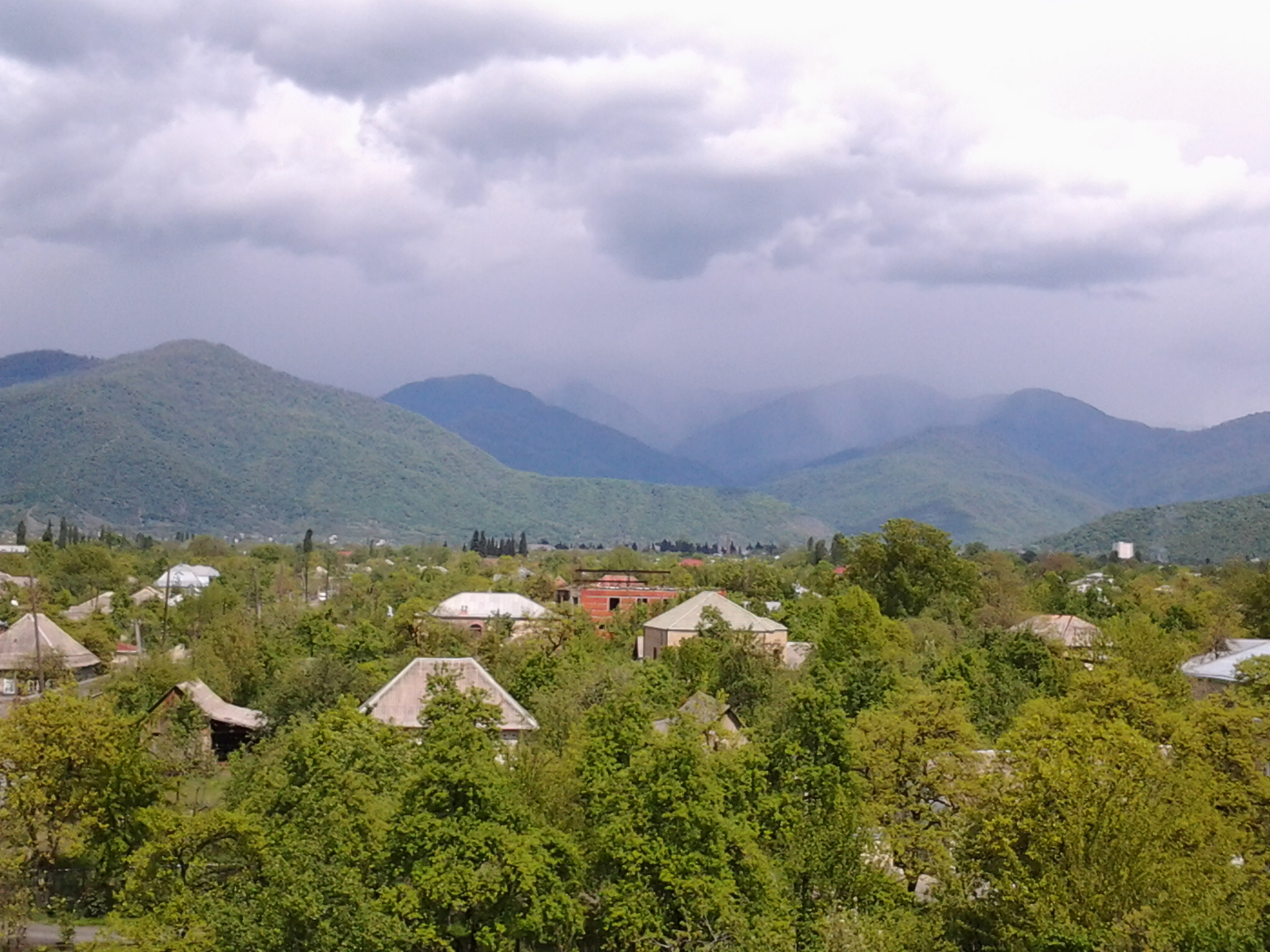

 Балакен (азерб. Balakən) — місто в Азербайджані, центр Балакенського району, розташоване поблизу кордону з Грузією, у передгір'ї Великого Кавказу на річці Белоканчай, за 178 км на північний захід від залізничного вузла Євлах.

## Історія
У літописних джерелах місто згадується в ХІІ столітті, коли місцеві народи намагались обернути в християнство грузинські місіонери Пімена Блаженного. Однак їх діяльність не мала успіху, оскільки місто віддавна було мусульманським, свідченням чого є міська мечеть ХІІ-ХІХ століть з високим мінаретом.

## Важливі об'єкти
У місті є молодий парк імені Гейдара Алієва з канатною дорогою та пам'ятником Гейдару Алієву. Також у місті є ряд пам'ятників присвячених пам'яті нагорно-карабахського конфлікту.

## Музей
- Краєзнавчий музей.

## Туризм
Число туристів, які відвідують Балакенський район Азербайджану постійно зростає. 2011 року район відвідало 9 тисяч туристів, за 8 місяців 2012 року — 14 тисяч, з них 427 — іноземці.